# Anna Bogdanova
Pour les articles homonymes, voir Bogdanova.
Anna Bogdanova (en russe : Анна Богданова), née le 21 octobre 1984 à Leningrad, est une athlète russe spécialiste de l'heptathlon.

## Carrière
Anna Bogdanova se révèle en début de saison 2008 en remportant la médaille de bronze du pentathlon des Championnats du monde en salle de Valence, se classant derrière la Belge Tia Hellebaut et la Britannique Kelly Sotherton. Sélectionnée dans l'équipe de Russie pour participer aux Jeux olympiques d'été de 2008, elle termine septième de l'heptathlon, puis est finalement reclassée en sixième position à la suite de la disqualification pour dopage de l'Ukrainienne Lyudmila Blonska. La Russe établit à Pékin la meilleure performance de sa carrière avec 6 465 points. En 2009, Bogdanova remporte la médaille d'or du pentathlon des Championnats d'Europe en salle de Turin, totalisant 4 761 points.

## Palmarès
| Année | Compétition                    | Lieu       | Résultat | Épreuve    | Points |
| ----- | ------------------------------ | ---------- | -------- | ---------- | ------ |
| 2007  | Championnats d'Europe en salle | Birmingham | 13e      | Pentathlon | 4 272  |
| 2007  | Championnats du monde          | Osaka      | 10e      | Heptathlon | 6 243  |
| 2007  | Décastar                       | Talence    | 3e       | Heptathlon | 6 003  |
| 2008  | Championnats du monde en salle | Valence    | 3e       | Pentathlon | 4 753  |
| 2008  | Hypo-Meeting                   | Götzis     | 1re      | Heptathlon | 6 452  |
| 2008  | Jeux olympiques                | Pékin      | 5e       | Heptathlon | 6 465  |
| 2009  | Championnats d'Europe en salle | Turin      | 1re      | Pentathlon | 4 761  |
| 2011  | Coupe d'Europe                 | Toruń      | 1re      | Heptathlon | 6 225  |
| 2011  | Championnats du monde          | Daegu      | 9e       | Heptathlon | 6 242  |

## Records
| Épreuve    | Performance | Lieu  | Date           |
| ---------- | ----------- | ----- | -------------- |
| Heptathlon | 6 465 pts   | Pékin | 16 août 2008   |
| Pentathlon | 4 784 pts   | Penza | 4 février 2009 |